# Nichirei International Open 1992
Il Nichirei International Championships 1992 è stato un torneo di tennis giocato sul cemento. È stata la 15ª edizione del torneo, che fa parte della categoria Tier II nell'ambito del WTA Tour 1992. Si è giocato a Ariake Coliseum di Tokyo in Giappone dal 21 al 27 settembre 1992.

## Campionesse

### Singolare
Monica Seles ha battuto in finale  Gabriela Sabatini con il punteggio di 6–2, 6–0

### Doppio
Mary Joe Fernández /  Robin White hanno battuto in finale  Yayuk Basuki /  Nana Miyagi con il punteggio di 6–4, 6–4